# ВЕС Торккола
ВЕС Торккола — наземна вітроелектростанція на заході Фінляндії, споруджена неподалік від узбережжя Ботнічної затоки.
Майданчик для електростанції, введеної в експлуатацію у 2013 році, обрали на схід від міста Вааса в провінції Пох'янмаа. Тут на площі біля 1000 гектарів встановили 16 турбін данської компанії Vestas типу V126/3300 із одиничною потужністю 3,3 МВт. Діаметр їх ротора становить 126 метрів, висота башти — 137 метрів. На спорудження фундаментів витратили 1000тон сталі та 1200 міксерів бетону.
Вартість проекту — 100 млн євро. Очікується, що виробітки електроенергії ВЕС буде достатньо для забезпечення 10 тисяч приватних осель.